# Хауриз, Самуэль
Самуэль Хауриз (25 января 1909 года, Ирак — 14 июня 1981 года) — католический прелат, архиепископ Ахваза с 18 января 1972 года по 1 мая 1974 года, архиепископ Урмии и епископ Сельмаса с 1 мая 1974 года по 14 июня 1981 год. Член монашеского ордена Антониане святого Ормизда Халдейского.

## Биография
Родился 25 января 1909 года в Ираке. 28 октября 1951 года был рукоположён в священника в монашеском ордене Антониане святго Ормизда Халдейского.
18 января 1972 года Римский папа Павел VI назначил Самуэля Хауриза архиепископом Ахваза. 14 мая 1972 года состоялось рукоположение Самуэля Хауриза в епископа, которое совершил патриарх Вавилона Халдейского Павел II Хейхо в сослужении с титулярным архиепископом Каскара Халдейского Эммануэлем III Делли и архиепископом Киркука Габриэлем Кодой.
1 мая 1974 года был назначен архиепископом Урмии и епископом Сельмаса.
Скончался 14 июня 1981 года.